# Quereinsteiger
Als Quereinsteiger oder auch Seiteneinsteiger wird eine Person bezeichnet, die aus einer fremden Sparte/Branche in ein neues Betätigungsfeld wechselt, ohne die für diesen Beruf/Branche sonst allgemein übliche „klassische“ Berufsausbildung/Studium absolviert zu haben.

## Hintergrund
Quereinsteiger setzen häufig ihre Talente, Fähigkeiten und Erfahrungen ein, um ihr Interesse an bestimmten Aufgaben zum Beispiel in ein Beschäftigungsverhältnis umzuwandeln. Dieser Schritt wird zum einen durch Selbstmotivation ausgelöst oder durch geänderte Rahmenbedingungen im aktuellen Berufsleben und am Arbeitsmarkt begünstigt.
Quereinsteiger werden auch eingestellt, um zum Beispiel einen aktuellen Personalmangel auszugleichen. Die erforderlichen Kenntnisse und Fertigkeiten erwirbt der Quereinsteiger in der Regel im Training on the job und Weiterbildung.
Selbständige, die sich in einem neuen Aufgabengebiet verwirklichen, welches nicht unmittelbar mit der eigenen Qualifikation/Branchenerfahrung verbunden ist, können auch als Quereinsteiger bezeichnet werden.
Stellenanzeigen für schlechtbezahlte Tätigkeiten werden häufig euphemisch mit für „Quereinsteiger“ tituliert. Meist ist jedoch ohnehin kein regulärer Weg vorhanden der den Begriff Quereinstieg rechtfertigen würde.

## Rechtlicher Rahmen
Im Allgemeinen können Unternehmen jede Person mit beliebiger Qualifikation und Erfahrungen einstellen. Sie dürfen nur in der Ausführung von Tätigkeiten nicht gegen bestehendes Recht verstoßen und müssen in der Außenwirkung unmissverständliche Titel und Bezeichnungen führen. Siehe hierzu Missbrauch von Titeln, Berufsbezeichnungen und Abzeichen.
In Deutschland gibt es geschützte Berufsbezeichnungen, die für Quereinsteiger und einstellende Unternehmen/Arbeitgeber zu beachten sind. Dies betrifft zum Beispiel die Berufe Arzt, Zahnarzt, Psychologischer Psychotherapeut, Kinder- und Jugendlichenpsychotherapeut, Psychotherapeut, Tierarzt, Apotheker, Rechtsanwalt, Patentanwalt, Wirtschaftsprüfer, vereidigter Buchprüfer, Steuerberater oder Steuerbevollmächtigte, deren Titelmissbrauch ausdrücklich in § 132a Abs. 1 Nr. 2 StGB genannt und somit strafbar ist.
Nach dem Niedersächsischen Beamtengesetz (NBG), das am 1. April 2009 in Kraft getreten ist, können Quereinsteiger gemäß § 14 NBG (Zugang zu den Laufbahnen) beim Eintritt in den öffentlichen Dienst in Niedersachsen bis zum Lebensalter 45 verbeamtet werden, wenn sie nachweisbare Fachkenntnisse und Berufserfahrungen mitbringen.
Keine Probleme ergeben sich bei nicht geschützten Berufsbezeichnungen wie Schauspieler, Journalist, Politiker, Sänger, Produzent, Moderator, Künstler usw.
Bei einem Lehrberuf oder einem Beruf, bei dem ein bestimmter Studienabschluss oder eine sonstige fachliche Ausbildung zwingend vorgeschrieben ist – etwa Fleischer, Konditor, Arzt oder Krankenschwester – ist ein Quereinstieg grundsätzlich nicht möglich. So darf sich in Deutschland zum Beispiel jemand, der keine Lehre als Uhrmacher absolviert hat oder die Gesellenprüfung nicht bestanden hat, zwar als Quereinsteiger selbständig machen, auf dem Firmenschild jedoch keine Berufsbezeichnung führen, die seine Qualifikation höher erscheinen lässt als sie ist oder die zu Verwechslungen führen kann.

## Staatliche Unterstützung
In Deutschland fördert die Bundesagentur für Arbeit die Aufnahme eines Beschäftigtenverhältnisses oder die Existenzgründung aus der Arbeitslosigkeit für Quereinsteiger bei einem für die Sicherung des Lebensunterhalts tragfähigen Konzept.

## Berufschancen
Eine 2020 veröffentlichte Studie der Bertelsmann Stiftung sieht immer höhere Berufschancen für Quereinsteiger. Aufgrund des Mangels an Fachkräften stellen Unternehmen solche Bewerber immer häufiger ein. Teilqualifizierte sind mittlerweile genauso gefragt wie Menschen mit abgeschlossener Ausbildung.

## Sektoren

### Wirtschaft
Quereinsteiger ist zum Beispiel ein Ingenieur, der zum Vorstand in einer großen deutschen Aktiengesellschaft für das Ressort Personal oder Controlling/Finanzen berufen wird. Auch Juristen, die zum Beispiel vom Verband in die freie Wirtschaft wechseln, oder Diplom-Kaufleute, die von der Automobil- in die Medizinbranche wechseln.
In Ländern wie Australien und Neuseeland sind Quereinsteiger (Career Changer) in fast allen Unternehmensbereichen anzutreffen. Der lokale Fachkräftemangel in Neuseeland wird aktiv mit Quereinsteigern bekämpft.
Prominente Beispiele in der Wirtschaft sind:
- Mathias Döpfner, Vorstandsvorsitzender der Axel Springer AG, der Germanistik, Theater- und Musikwissenschaft studiert hat.
- Sigrid Nikutta, Vorstandsvorsitzende der BVG, die unter anderem Psychologie und Pädagogik studierte.

Im weiteren Sinne sind Quereinsteiger dem Prinzip des Diversity Managements zuzuordnen. Unternehmen, die diesem Prinzip folgen, nutzen konstruktiv Vielfalt in der Mitarbeiterstruktur, um Unternehmensziele zu erreichen.

### Politik
Als Quereinsteiger gelten Menschen, die auf einem hohen Niveau in die Politik wechseln – und vorher eine Karriere in einem politikfernen Beruf gemacht haben. Ausschlusskriterien sind dabei eine sogenannte Ochsentour in einer Partei sowie Erfahrungen in politischen Funktionen. Dabei sind die wenigsten Politiker studierte Politologen, wichtiger sind Eigenschaften wie Fachwissen, Durchsetzungskraft und die richtigen Kontakte aber auch Selbstvertrauen sowie das Gespür für ein gutes Timing.
In zahlreichen Ländern wurden bereits Regierungschefs gewählt, die ihrem Volk zuvor entweder als Schauspieler (Ronald Reagan, Präsident der Vereinigten Staaten), Sänger (Silvio Berlusconi, mehrfach Ministerpräsident Italiens ) oder Komiker (Wolodymyr Selenskyj, Präsident der Ukraine) tätig waren. Auch Jimmy Morales war Schauspieler und Komiker, bevor er Staatspräsident von Guatemala wurde. Es gibt jedoch auch Sportler, wie George Weah, ehemaliger Profifußballer und Präsident von Liberia oder Imran Khan ehemaliger Cricketspieler und Premierminister Pakistans, die ihre Bekanntheit nutzen, um in die Politik gehen.

#### Deutschland
Insgesamt wurden in Deutschland von 1949 bis 2009 auf Bundesebene nur 250 der insgesamt 4088 zu vergebenden Positionen mit Seiteneinsteigern besetzt, eine Quote von sechs Prozent. Zum Beispiel handelt es sich um Hochschulprofessoren oder Künstler, die von der jeweiligen Partei entweder wegen ihrer Sachkunde oder wegen ihrer imagefördernden Prominenz nominiert oder in ein exponiertes Amt gewählt werden, ohne die klassische Parteikarriere absolviert zu haben.
In Deutschland sind unter anderem die Hochschullehrerinnen Uta Ranke-Heinemann (parteilos für die PDS), Dagmar Schipanski (CDU) und Gesine Schwan (SPD) zu nennen, die jeweils (erfolglos) für das Amt der Bundespräsidentin kandidierten, oder der ehemalige Manager von Werder Bremen Willi Lemke, der nach seiner Managerkarriere Innensenator für die SPD in Bremen wurde. Häufig gibt es den Wechsel von der Wirtschaft in die Politik, wie beispielsweise der Verleger Helmut Markwort, der 2018 für die FDP Mitglied des Bayerischen Landtags wurde, oder der Telekom-Manager Thomas Sattelberger, der 2017 ebenfalls für die FDP in den 19. Deutschen Bundestag einzog. 

#### Österreich
In Österreich gibt es zahlreiche prominente Politik-Quereinsteiger, die zuvor für den Österreichischen Rundfunk (ORF) tätig waren, beispielsweise Helmut Zilk, Franz Kreuzer, Eugen Freund, Ursula Stenzel, Josef Broukal, Karin Resetarits, Monika Lindner, Theresia Zierler, Reinhard Jesionek, Gertrude Aubauer, Hans Kronberger, Jutta Wochesländer, Hans-Jörg Schimanek, Gaby Schwarz, Gerhard Seifried, Walter Sonnleitner, Ursula Pasterk, Peter L. Eppinger, Matthias Euler-Rolle, Christiane Teschl und Ingrid Turković-Wendl.
Prominente Politik-Quereinsteiger aus der Wirtschaft sind Hans Peter Haselsteiner, Christian Kern, Richard Lugner und Frank Stronach, Quereinsteiger aus dem Bereich Sport sind unter anderem Kira Grünberg, Elmar Lichtenegger, Patrick Ortlieb und Liese Prokop.
Weitere prominente Quereinsteiger sind Mercedes Echerer, Maria Großbauer, Karl Habsburg-Lothringen, Sophie Karmasin, Karl Mahrer, Hans-Peter Martin, Franz Morak, Helene Partik-Pablé, Hans Pretterebner, Helga Rabl-Stadler, Peter Sichrovsky, Rudolf Taschner und Ulla Weigerstorfer.
Der Journalist Armin Wolf hat einige davon in seinem Buch Promi-Politik – Prominente Quereinsteiger im Porträt sowie seiner Dissertation und zuvor im Österreichischen Jahrbuch für Politik 2004 beschrieben.

#### USA
Beispiele aus den USA sind die Wahl der Hollywood-Schauspieler Ronald Reagan, 1967 zum Gouverneur und 1981 zum Präsident der Vereinigten Staaten, Clint Eastwood 1986 zum Bürgermeister von Carmel sowie von Arnold Schwarzenegger, der 2003 zum Gouverneur von Kalifornien wurde. Auch der Unternehmer und Entertainer Donald Trump, der 2016 US-Präsident wurde, gilt als Quereinsteiger mit Schauspielerfahrung (u. a. zu sehen in Kevin – Allein in New York).

#### Politiker als Quereinsteiger
Umgekehrt haben sich Politiker auch als Quereinsteiger in anderen Branchen betätigt. Nach seiner politischen Karriere war Franz Vranitzky Quereinsteiger bei Magna International, Johannes Hahn war, obwohl Geisteswissenschafter, sogar während seiner politischen Laufbahn im Vorstand der Novomatic, wohin Eva Glawischnig nach ihrem Rücktritt als Bundessprecherin und Klubobfrau der Grünen wechselte. Staatssekretärin Brigitte Ederer wechselte in den Vorstand von Siemens, Vizekanzlerin Susanne Riess wurde Generaldirektorin der Bausparkasse Wüstenrot.

### Bildungswesen
Bei besonderem Fachkräftemangel kann man als Seiten- bzw. Quereinsteiger jedoch auch Zugang zu Berufen, die beispielsweise nur nach einer Lehrerausbildung ausgeübt werden können, erhalten.
In Österreich werden seit 2019 für fehlende Lehrkräfte Tausende von Vertretungen (österreichisch: Karenzvertretungen) gesucht. „Ein spezielles Quereinsteigerangebot nach Vorbild der Sekundarstufe ist für die Volks- und Sonderschulen trotz des dortigen Personalmangels derzeit 'nicht in Planung'.“
Im Jahr 2017 fehlten an Schweizer Schulen Lehrkräfte. Daher unterrichten viele Vikarinnen und Vikare (schweizerdeutsch: Vertretungslehrer).
In Dänemark unterrichten viele nicht ausgebildete Vikarinnen und Vikare (dänisch: Zeitarbeitnehmer) in der Schule.
Quereinsteiger wäre auch jemand, dem man ohne entsprechende Fußball-Vorerfahrung bei einer Fußballmannschaft die Trainingsleitung anvertraut.